# Meunasah Deyah
Meunasah Deyah is een bestuurslaag in het regentschap Aceh Besar van de provincie Atjeh, Indonesië. Meunasah Deyah telt 215 inwoners (volkstelling 2010).